# Vzdušný závod z Londýna do Manchesteru (1910)

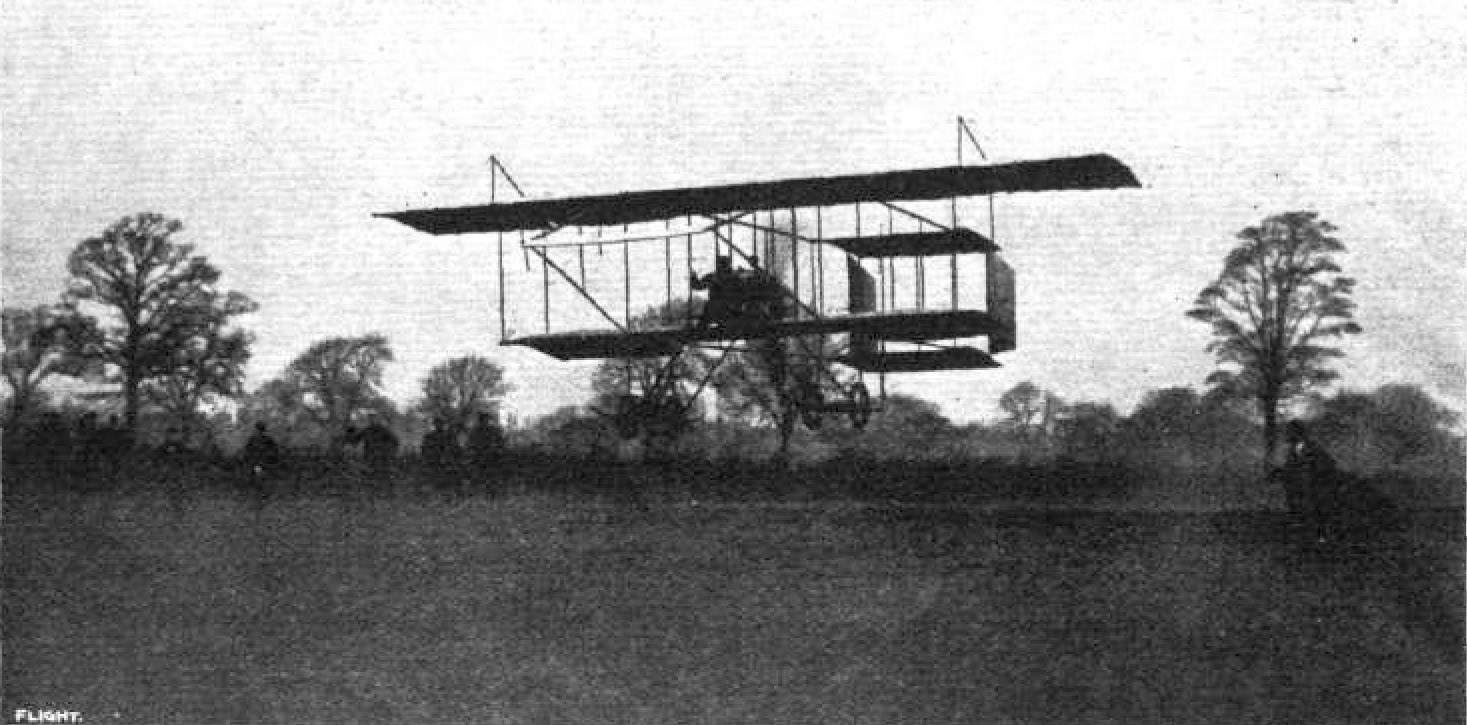
Paulhan přistál se svým dvouplošníkem Farman III v Didsbury a vyhrál soutěž

Vzdušný závod z Londýna do Manchesteru se odehrál roku 1910 mezi dvěma letci, z nichž každý se pokusil vyhrát let se strojem „těžším než vzduch“ na trase mezi Londýnem a Manchesterem. S myšlenkou takového závodu přišly noviny Daily Mail v roce 1906. Cenu 10 000 liber vyhrál v dubnu 1910 Francouz Louis Paulhan.
Jako první se o let pokusil Claude Grahame-White, Angličan z Hampshire. Odstartoval z Londýna dne 23. dubna 1910 a jeho první plánovaná zastávka byla ve městě Rugby. Jeho dvouplošník měl následně problémy s motorem a musel znovu přistát poblíž Lichfieldu. Silný vítr znemožnil Whiteovi pokračovat v cestě a jeho letoun utrpěl další škody na zemi, když se převrátil.
Zatímco Grahame-Whiteův letoun byl opravován v Londýně, Paulhan 27. dubna pozdě večer odstartoval a zamířil do Lichfieldu. O několik hodin později se Grahame-White dozvěděl o Paulhanově odletu a okamžitě se ho jal pronásledovat. Druhý den ráno, po bezprecedentním nočním startu, Paulhana téměř dostihl, ale nadváha jeho letounu se ukázala být rozhodujícím hendikepem a byl nakonec nucen přiznat porážku. Paulhan dorazil do Manchesteru 28. dubna brzy ráno a v soutěži zvítězil. Oba letci oslavili jeho vítězství na zvláštním obědě v londýnském hotelu Savoy.
Tato událost znamenala první závod letadel na dlouhé vzdálenosti v Anglii, první vzlet stroje těžšího než vzduch v noci a první let s pohonem mimo město. Paulhan si cestu zopakoval v dubnu 1950, v den čtyřicátého výročí původního letu, tentokrát jako pasažér na palubě britské proudové stíhačky.

## Historie
Dne 17. listopadu 1906 vypsaly noviny Daily Mail odměnu 10 000 liber tomu, kdo jako první uletí 185 mil (298 km) mezi Londýnem a Manchesterem s maximálně dvěma zastávkami za dobu méně než 24 hodin. Výzva také stanovila, že start a přistání musí být v místech vzdálených maximálně 5 mil (8 km) od redakcí novin v těchto městech. Motorové létání bylo relativně novým vynálezem a majitelé novin chtěli podpořit rozvoj tohoto odvětví; v roce 1908 nabídli 1 000 liber za první přelet Lamanšského průlivu (25. července 1909 vyhrál francouzský letec Louis Blériot) a 1 000 liber za první kruhový let na vzdálenost 1 míle (1 600 m) provedený britským letcem v britském letadle (30. října 1909 vyhrál anglický letec John Moore-Brabazon). V roce 1910 přijali výzvu novin z roku 1906 dva muži: Angličan Claude Grahame-White a Francouz Louis Paulhan.
Claude Grahame-White se narodil v roce 1879 v anglickém Hampshire. Vzdělání získal na škole Crondall House School ve Farnhamu a později v letech 1892 až 1896 na gymnáziu v Bedfordu. Vyučil se v místní strojírenské firmě a později pracoval pro svého strýce Francise Willeyho, 1. barona z Barnby. V Bradfordu založil vlastní firmu na výrobu motorových vozidel a poté odjel do Jižní Afriky lovit velkou zvěř. V roce 1909 se inspirován Blériotovým historickým přeletem Lamansškého průlivu vydal do Francie, aby se naučil létat, a v lednu následujícího roku se stal jedním z prvních Angličanů, kteří získali osvědčení letce. Založil také leteckou školu v Pau, kterou později téhož roku přesunul do Anglie.
Isidore Auguste Marie Louis Paulhan, známější jako Louis Paulhan, se narodil v roce 1883 v Pézenas na jihu Francie. Po absolvování vojenské služby v balónové škole v Chalais-Meudon pracoval jako asistent Ferdinanda Ferbera, než vyhrál soutěž o nejlepší letecký projekt dvouplošníku Voisin. Na tomto letadle se Paulhan naučil létat a 17. července získal licenci Aéro-Club de France č. 10. Paulhan nebyl britskému publiku cizí; v říjnu 1909 se zúčastnil prvního leteckého setkání v Blackpoolu a krátce poté létal na exhibici na automobilovém závodním okruhu v Brooklands. Paulhan se zúčastnil mnoha leteckých přehlídek, včetně několika ve Spojených státech amerických a v Douai, kde v červenci 1909 stanovil nové rekordy ve výšce a délce letu.

### Grahame-Whiteův první pokus

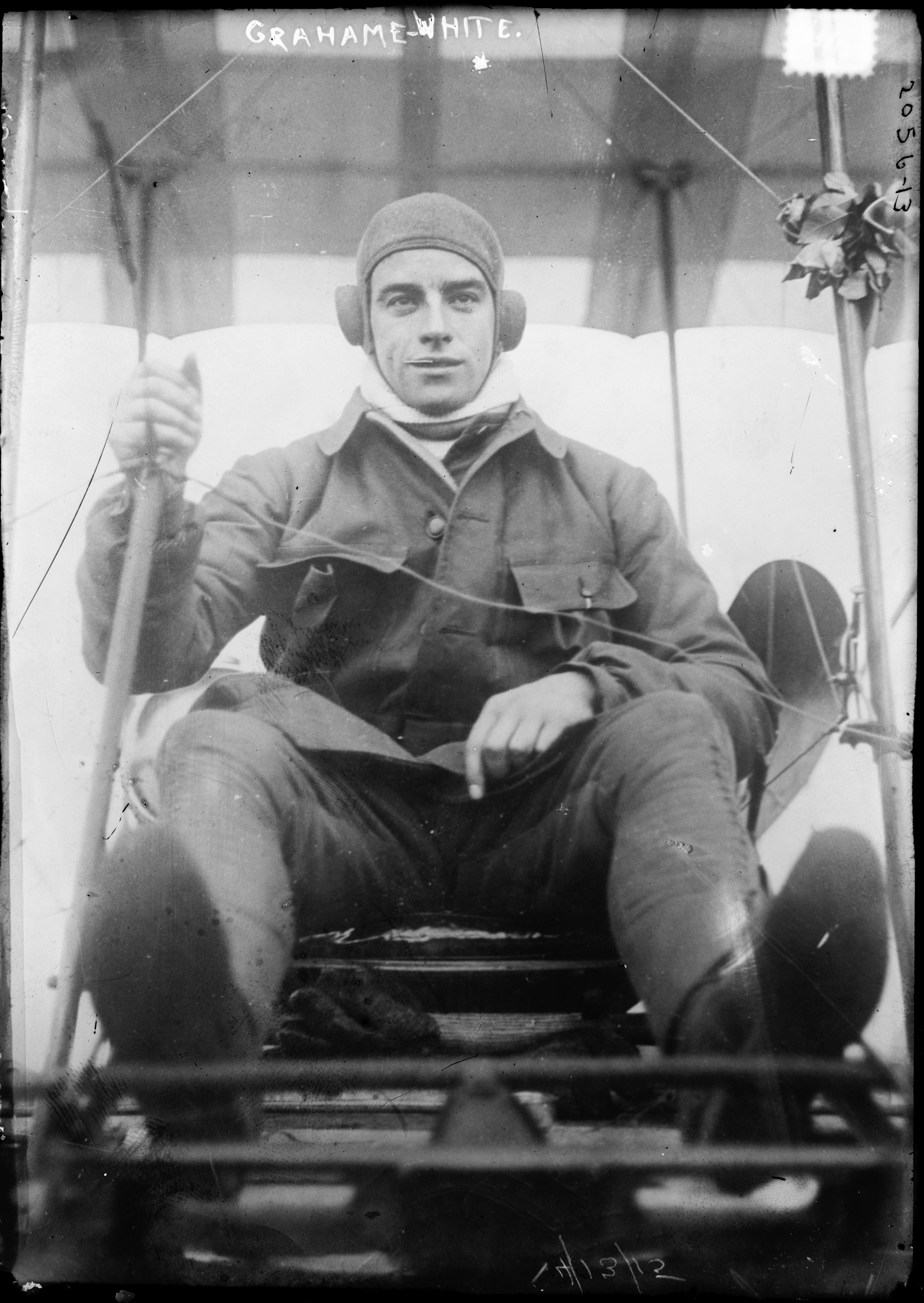
Claude Grahame-White (nedatováno)

Grahame-White se o cestu pokusil jako první. Plánoval vzlétnout 23. dubna 1910 v 5:00 hodin ráno poblíž hotelu Plumes na londýnském předměstí Park Royal. Zhruba od 4:00 hodin ráno se tam shromáždil dav novinářů a zainteresovaných diváků, další přijížděli auty, až jich bylo přítomno asi 200-300. Deník The Times popsal oblohu jako „jasnou a hvězdnatou“ a počasí jako „velmi chladné, protože byl mírný mráz“. Grahame-White dorazil asi ve 4:30 a začal připravovat svůj dvouplošník Farman III. Letoun byl přivezen na pole ze dvora, kde byl uskladněn, a byl nastartován jeho sedmiválcový rotační motor o výkonu 37 kW (50 k). Jakmile se motor zahřál, Grahame-White usedl na své místo. Několik lidí mu popřálo, včetně jeho sestry, matky a Henryho Farmana. Vedl dvouplošník asi 30-60 yardů/metrů po zmrzlé trávě a vzlétl asi v 5:12 ráno, než změnil směr a zamířil na start dráhy - plynoměr ve Wormwood Scrubs, v požadovaném okruhu 5 mil (8 km) od londýnské redakce Daily Mail.
| „                                                                       | Byl prý "promodralý zimou a několik okamžiků chodil dost těžkopádně". Na pozdravy, kterými ho vítali, se snažil usmívat. Měl znecitlivělé ruce a drkotaly mu zuby. Požádal o jídlo a oheň se slovy: "Umírám hlady". Lady Denbighová, která byla přítomna s lordem Denbighem, mu půjčila svůj muflon a jiná dáma mu kolem krku obtočila kožešiny. The Times (1910), zpráva o Grahame-Whiteově stavu po přistání v Rugby. | “ |
| — The Times (1910), zpráva o Grahame-Whiteově stavu po přistání v Rugby | |   |

Grahame-White, hlasitě povzbuzován tisíci diváky, kteří očekávali jeho přílet, přeletěl startovní bod a otočil se na severozápad směrem k Wembley. Harold Perrin, tajemník Královského aeroklubu, stál na vrcholu plynoměru a mával vlajkou na znamení začátku Grahame-Whiteova pokusu. V 5:35 byl letec nad Watfordem a v 6:15 přeletěl Leighton Buzzard. Davy jásajících diváků ho přivítaly, když letěl nad tratí železnice London and North Western Railway ve výšce asi 120 m (400 stop). Mezitím Perrin a dva mechanici z firmy Gnome et Rhône (která dodala motor použitý na Farmanu III) nastoupili do jednoho ze dvou vozů a mířili do Rugby. Cestou si jeden vůz zkrátil cestu přes pole a narazil do drnu; jeden cestující byl vážně zraněn.
Grahame-White se poprvé zastavil v Rugby krátce po 7:15 hodině. Jeden z vozů, který vyjel z Londýna, dorazil asi 10 minut před přistáním a jeho mechanici se věnovali jeho letounu. Zpráva o jeho startu v Londýně se dostala do okolí a shromáždil se velký dav lidí; od letounu je držela skupina skautů. Grahame-White byl odvezen na nedalekou farmu Gellings, kde pil kávu a jedl sušenky a povyprávěl přítomným o své cestě. „Celou cestu byla strašná zima... a mně byla zima už na začátku. Ke konci jsem trpěl očima a prsty jsem měl docela znecitlivělé.“ Průměrná rychlost Grahame-Whitea byla odhadována na více než 64 km/h (40 mil za hodinu); několik vozidel, která ho následovala z Londýna, dorazilo až nějakou dobu po jeho sestupu.
Znovu odstartoval asi v 8:25, ale nebyl schopen dosáhnout své další plánované zastávky v Crewe. Asi 30 mil (50 km) za Rugby ho problém se sacími ventily motoru donutil přistát na poli v Hademore, 4 míle (6 km) za Lichfieldem - asi 115 mil (190 km) po 185 mílích (298 km) cesty. Při přistání byl letoun poškozen smykem, o čemž jeho mechanici byli zpraveni telegrafem. Zatímco se prováděly nezbytné opravy, Grahame-White poobědval a pak několik hodin spal, přičemž se o něj starala jeho matka, která přijela autem. Mezitím se shromáždil početný dav diváků, od kterých farmář, jemuž pole patřilo, vybíral vstupné. Vojáci z nedalekých kasáren bránili veřejnosti, aby se dostala příliš blízko k dvouplošníku.
Se zapadajícím sluncem sílil vítr a v 19:00 Grahame-White uznal, že silný vítr znemožňuje další postup. Rozhodl se, že se o to pokusí znovu ve 3:00 ráno v naději, že se mu podaří dosáhnout Manchesteru do 5:15, ale ve 3:30 od pokusu upustil s tím, že odcestuje do Manchesteru a pokusí se o to znovu odtamtud. Nařídil vojákům, aby letadlo přikurtovali, ale jeho pokyny byly ignorovány; následující noci bylo letadlo převráceno silným větrem a vážně poškozeno.

### Paulhanův pokus

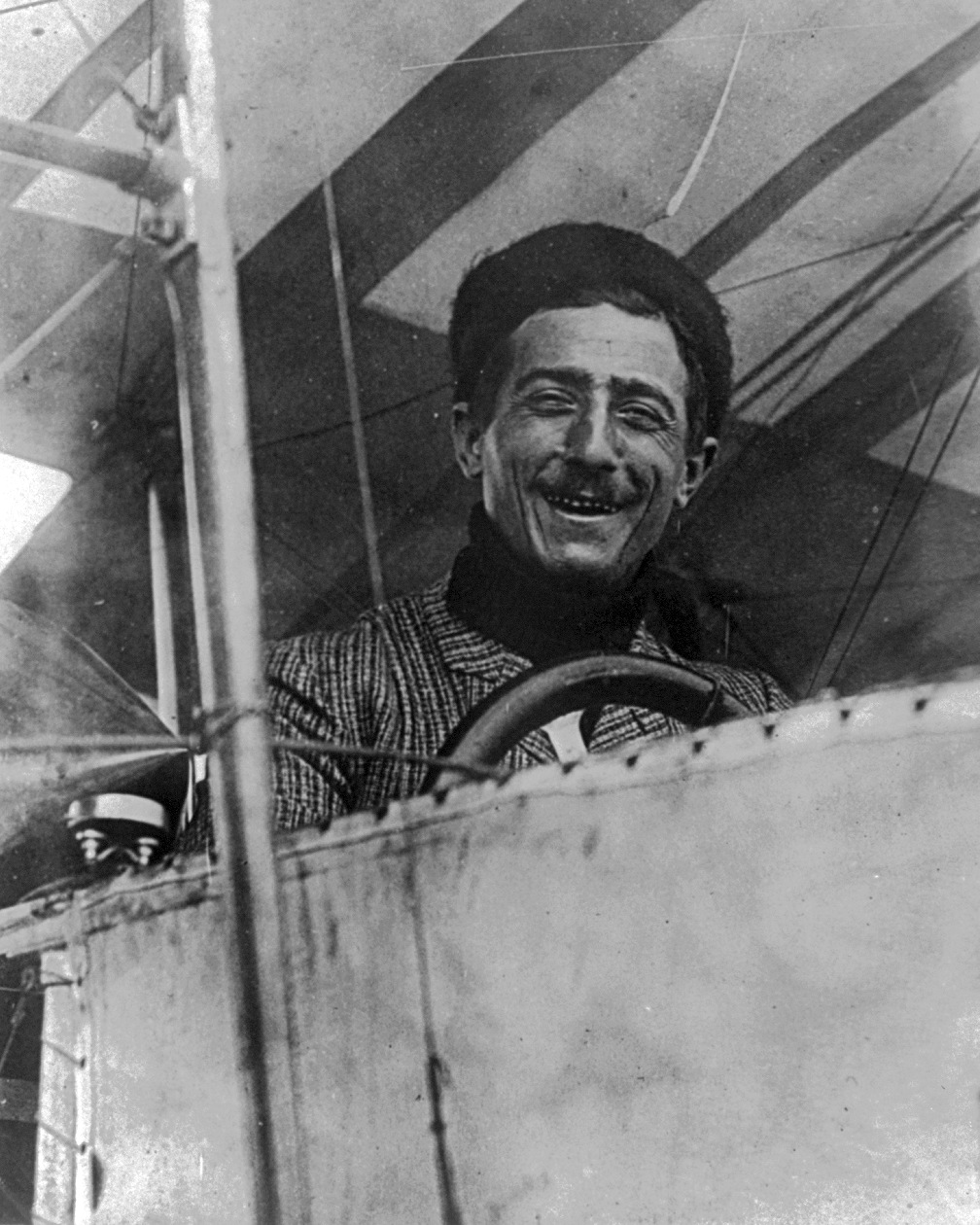
Louis Paulhan (1909)

Grahame-Whiteův dvouplošník se vrátil do Londýna a 25. dubna byl opravován ve Wormwood Scrubs, v hangáru Daily Mail. Paulhan dorazil do Doveru z Kalifornie, kde prováděl ukázkové lety. Do soutěže se formálně přihlásil i další soutěžící, Emile Dubonnet, který se měl o několik dní později pokusit o let. Dne 27. dubna 1910 byl Paulhanův dvouplošník (novější model než Grahame-Whiteův) dopraven do Hendonu, na místo, kde se dnes nachází londýnská pobočka Královského leteckého muzea. Byl sestaven za méně než 11 hodin a v 17:21 toho dne Paulhan odstartoval směrem k Hampsteadskému hřbitovu, své oficiální startovní pozici. Tam dorazil o deset minut později, odletěl do Harrow a začal sledovat trasu Londýnské a severozápadní železnice. Železniční společnost se na závod připravila tím, že na správné trati obílila pražce, po kterých se závodníci vydali. Paulhana následoval zvláštní vlak, na jehož palubě byli paní Paulhanová a Henry Farman. Ostatní členové jeho výpravy jeli za ním v autě.
Grahame-White se pokusil o zkušební let již dříve toho dne, ale obrovské davy lidí mu bránily ve snaze a nemohl odstartovat. Poté, co strávil dva dny dohledem nad rekonstrukcí svého letounu, odešel do nedalekého hotelu. Kolem 18:10 ho probudila zpráva, že Paulhan zahájil svůj pokus, a rozhodl se vydat se ho pronásledovat. Tentokrát mu nedělalo potíže uvolnit si místo v davu. Motor jeho dvouplošníku se podařilo nastartovat a v 18:29 hodin minul startovní čáru. Téměř o hodinu později proletěl nad Leighton Buzzard, právě když Paulhan přelétal nad Rugby. Když se přiblížila noc, Grahame-White přistál se svým letounem na poli poblíž železniční trati v Roade v Northamptonshiru. O patnáct minut později Paulhan dosáhl Lichfieldu, kde mu asi po 117 mílích (188 km) cesty došlo palivo. Podařilo se mu s dvouplošníkem přistát na poli poblíž železniční stanice Trent Valley. Letoun byl přikurtován a Paulhan odjel se svými kolegy přenocovat do nedalekého hotelu. Grahame-White se mezitím ubytoval v domě doktora Ryana. Oba letci měli v úmyslu znovu odstartovat následujícího dne ve tři hodiny ráno.
| „               | Křičel jsem a zpíval jsem. Myslím, že můj hlas není nijak zvlášť fascinující, ale ve vyšších polohách to nikomu nevadí. Když jsem byl v okolí Rugby, dvacet minut mě bičoval prudký liják. Naštěstí nejsem zvyklý létat v dešti, a proto, i když to bylo nepříjemné, to nemělo na můj let žádný vliv. Pokračoval jsem ve stabilním letu, ačkoli moje výška pozoruhodně kolísala. | “ |
| — Louis Paulhan | |   |

Grahame-White, který byl stále asi 60 mil (100 km) za francouzským závodníkem, učinil historické rozhodnutí: uskuteční bezprecedentní noční let. Veden světlomety automobilů své skupiny odstartoval ve 2:50 ráno. Během několika minut po vzletu však téměř havaroval; když se nakláněl dopředu, aby si udělal pohodlí, jeho bunda se dotkla spínače zapalování motoru a ten omylem motor vypnul, ale rychle svou chybu napravil a mohl pokračovat. Pomocí světel železničních stanic, která mu ukazovala směr v černé noci, dosáhl během 40 minut Rugby a ve 3:50 ráno minul Nuneaton. Přestože Grahame-White postupoval dobře, nesl velký náklad paliva a oleje a jeho motor neměl dostatečný výkon, aby letoun zvedl nad vyvýšeninu před sebou. Zklamaný přistál v Polesworthu, asi 107 mil (172 km) od Londýna a jen 10 mil (16 km) za Paulhanem. O několik minut později Francouz, který o Grahame-Whiteově postupu nevěděl, pokračoval v cestě. Ve 4:45 hod. proletěl Staffordem, v 5:20 hod. kolem Crewe a v 5:32 hod. přistál na Barcicroft Fields u Didsbury, 5 mil (8 km) od manchesterské redakce Daily Mail, čímž v soutěži zvítězil. Jeho doprovod byl vlakem odvezen na recepci, kterou uspořádal Lord Mayor z Manchesteru. Grahame-White byl o Paulhanově úspěchu informován a údajně zvolal: „Dámy a pánové, cenu 10 000 liber vyhrál Louis Paulhan, nejlepší letec, jakého kdy svět viděl. Ve srovnání s ním jsem jen začátečník. Třikrát hurá Paulhanovi!“ Odešel spát, nechal své mechaniky opravit letadlo a později poslal Paulhanovi telegram, v němž mu blahopřál k úspěchu. Grahame-White se pokusil pokračovat v cestě do Manchesteru a doletěl do Tamworthu, ale později od letu upustil.

## Ocenění

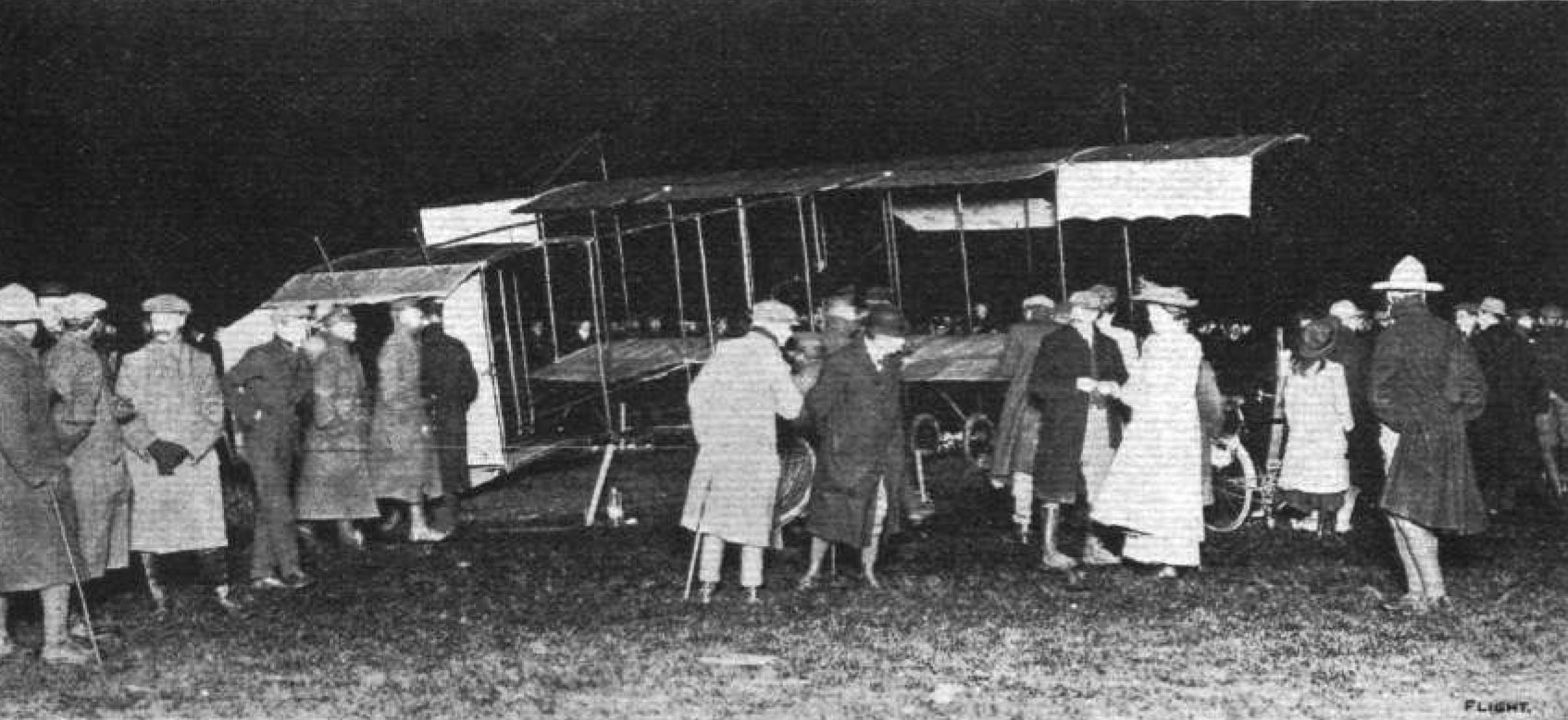
Paulhanův letoun v Lichfieldu, ve středu 27. dubna ráno.

Paulhanovi byla cena - zlatá kazeta s šekem na 10 000 liber - předána 30. dubna 1910 během slavnostního oběda v londýnském hotelu Savoy. Předsedal mu redaktor deníku Daily Mail Thomas Marlowe (místo lorda Northcliffa) a zúčastnil se ho mimo jiné francouzský velvyslanec Paul Cambon. Grahame-White dostal cenu útěchy v podobě bílostříbrné mísy s nápisem, naplněné červenými a bílými růžemi.
| „                            | Jsem v Anglii podruhé a musím říci, že v žádné zemi, kterou jsem navštívil, se mi nedostalo srdečnějšího přivítání. Upřímně věřím, že vítězství, které jsem získal, právem patří vašemu skvělému a odvážnému krajanovi panu Grahame-Whiteovi. [Jsem hrdý na to, že jsem ho měl za soupeře v této vzdušné bitvě. Jménem letců Francie i všech ostatních zemí blahopřeji velkému anglickému časopisu Daily Mail, který svými skvělými cenami dal neocenitelný podnět letecké vědě, a přispěl tak k dobytí vzduchu více než kdokoli jiný. | “ |
| — Louis Paulhan, děkovná řeč | |   |

## Odkaz
Události z 27. a 28. dubna byly prvním leteckým závodem na dlouhé vzdálenosti na světě a zároveň znamenaly první noční vzlet stroje těžšího než vzduch; Grahame-White svým rozhodnutím dokázal, že noční vzlet, let a navigace jsou možné za předpokladu, že pilot je schopen sledovat svou polohu na zemi. Grahame-White to dokázal s pomocí přátel, z nichž jeden svítil světlomety svého vozu na zeď veřejného domu. Paulhanův přílet do Didsbury byl prvním motorovým letem do Manchesteru z jakéhokoli místa mimo město. Jeho úspěch připomíná modrá pamětní deska připevněná na čelní stěně domu 25-27 Paulhan Road, dvojice dvojdomků z 30. let 20. století nedaleko místa jeho přistání.
Během několika týdnů po Paulhanově vítězství nabídl deník Daily Mail novou cenu: 10 000 liber prvnímu letci, který za jediný den urazí okruh kolem Británie dlouhý 1 000 mil (1 609 km) s 11 povinnými zastávkami v pevně stanovených intervalech. Úkol splnil M. Beaumont 26. července 1911 za přibližně 22,5 hodiny. Paulhan a Grahame-White se později v roce 1910 znovu utkali o novinovou cenu 1 000 liber za největší souhrnný přelet, kterou Paulhan vyhrál.
Pětadvacáté výročí letu bylo oslaveno 16. ledna 1936 ve Francouzském aeroklubu v Paříži. Na banketu byli přítomni Paulhan a Grahame-White spolu s francouzským ministrem letectví Victorem Denainem, princem Georgem Valentinem Bibescu (prezident FAI), Haroldem Perrinem a řadou dalších významných osobností a také prvními letci a konstruktéry, jako byli Farman, Voisin, Breguet, Caudron, Bleriot a Anzani.
Ačkoli byl v té době již v důchodu, 28. dubna 1950 - v den čtyřicátého výročí letu z roku 1910 - Paulhan zopakoval cestu z Londýna do Manchesteru, tentokrát jako cestující na palubě Glosteru Meteor T.7, dvoumístné cvičné varianty první britské proudové stíhačky. Po cestě rychlostí 644 km/h (400 mph) 67letý Francouz prohlásil: "C'était magnifique ...". Bylo to vše, o čem jsem kdy v letectví snil - žádné vrtule, žádné vibrace." Deník Daily Mail ho pobavil v Královském aeroklubu v Londýně, kde ho doprovázel jeho bývalý soupeř Claude Grahame-White.